# 樂天 (1948年成立)

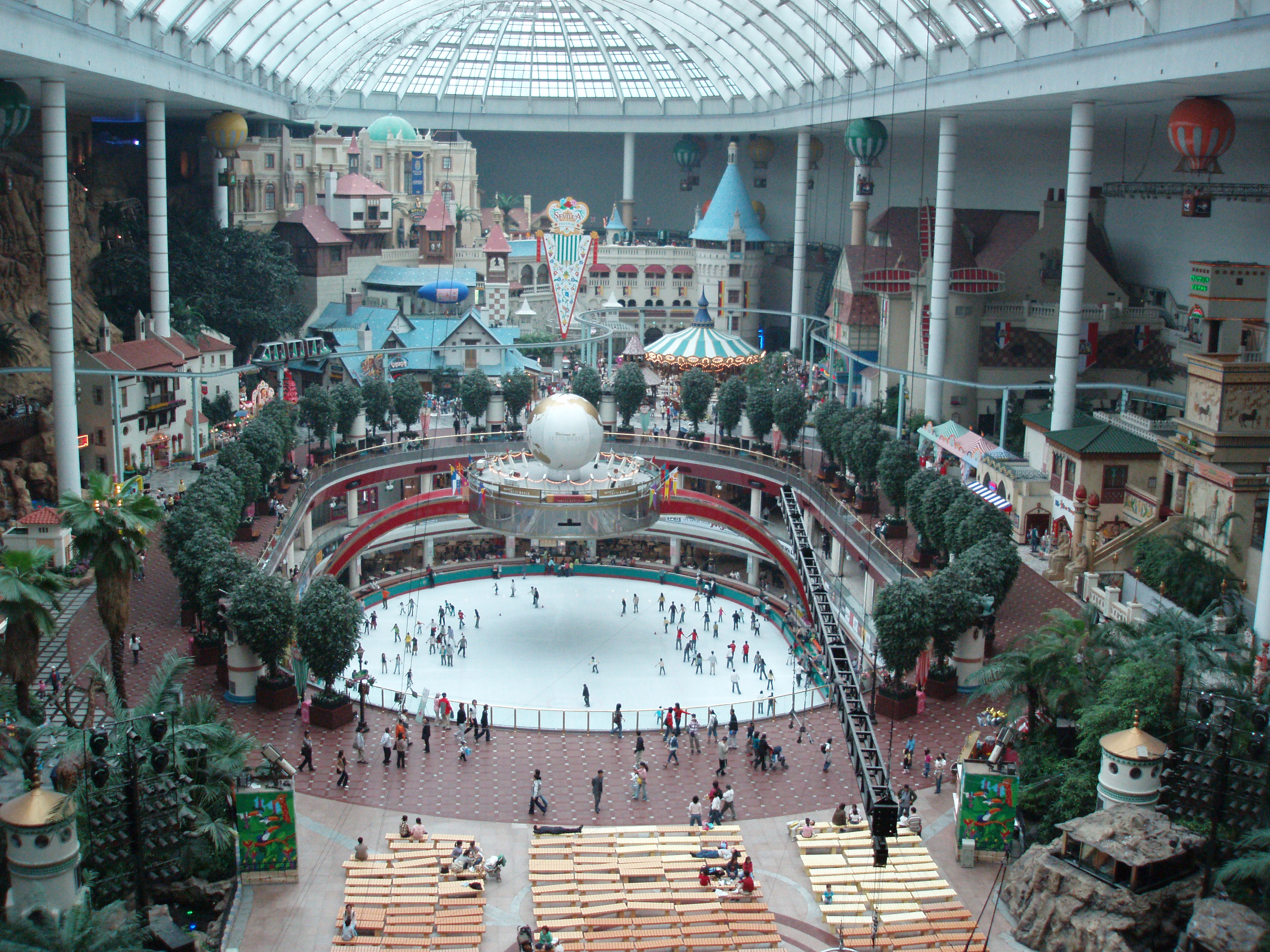
韩国首尔的乐天世界

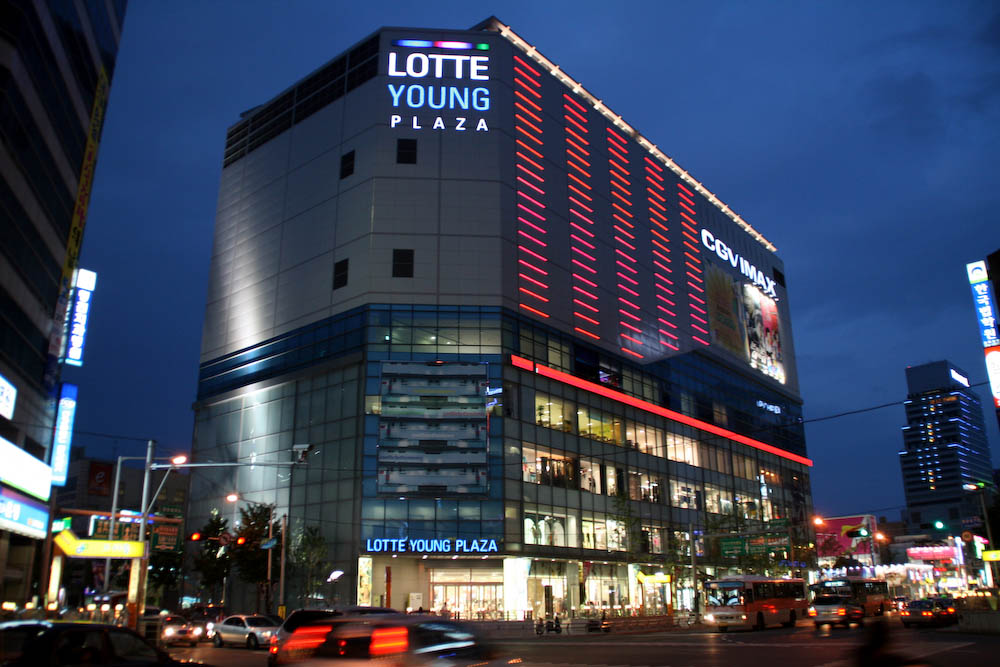
韩国大邱广域市的乐天广场

樂天集團（英語：Lotte Co., Ltd.）是韩国的大型國際企業集團，总部位于韩国首尔，业务范围涵盖食品、百货、娱乐、建筑和化工等各種领域，並且是世界财富前500大集团和韩国十大财阀。
乐天集团在1948年由韓國的创办人辛格浩創立。乐天集团最初是食品制造商，后在韩国发展，在韩国開設有酒店和百货公司。乐天集团擁有韓國職棒樂天巨人（Lotte Giants）和日職千葉羅德海洋（Chiba Lotte Marines）兩支职业棒球隊。

## 社名
社名樂天（Lotte）取自德意志作家约翰·沃尔夫冈·冯·歌德小說《少年维特的烦恼》女主角的名字「绿蒂」（德語：Charlotte，常见译名「夏洛特」）。於臺灣有時也會翻譯為「羅德」以茲與樂天株式會社（Rakuten）區分。

## 历史
乐天集团的第一家公司由在日韩国人辛格浩在日本东京建立。最初在日本生产口香糖。1965年，日韩建交之后，重光武雄开始回韩国投资发展。樂天公司為日本食品廠中僅次於三崎的第二大食品製造廠，成立於1948年，1967年4月於南韓成立樂天製菓，在日本與南韓，糖果製造業是核心事業體，全球擁有4萬多名員工，產品涵蓋口香糖、巧克力、糖果餅乾、冰淇淋、飲料及健康食品等，年營業額超過2兆5000億日幣。口香糖產品銷售位居全球第三大，亞洲第一大。
1967年，创建樂天製菓，同年创建乐天铝業。 随着战后韩国经济的振兴，乐天集团在韩国也得到了飞速发展，业务领域不断扩宽。1980年代，乐天集团已经发展成为韩国十立了株式會社樂天控股。後來重光武雄為了將家族事業繼承作分配，遂將日本樂天由長子重光宏之（韓名：辛東主）（樂天集團副董事），而韓國樂天則由次子重光昭夫（韓名：辛東彬）繼承。

## 經營紛爭
近年來兄弟鬩牆，家族爭產的傳聞仍不時傳出，使整個集團的社會形象受到嚴重的損害。
除此之外，在朴槿惠執政期間，又陸續爆發出行賄以及逃漏稅的醜聞，引發官方關注介入調查，再次使得集團的聲勢日趨下滑。

## 业务范围和关联公司
乐天集团的主要业务范围包括食品、零售、百货、金融、建筑、观光娱乐、酒店、贸易、石化和体育。
- 食品：乐天制果、乐天七星饮料（朝鲜语：롯데칠성음료）、乐天三冈、乐天利、乐天酒业
- 零售百货：乐天百货、乐天玛特超市
- 观光娱乐：乐天影院（朝鲜语：롯데시네마）、乐天世界
- 酒店：乐天大酒店、乐天超级大厦（首尔）、釜山乐天大厦
- 贸易：乐天国际
- 石化：KP化学，樂天化工大騰控股（Lotte Chemical Titan）
- 公寓：乐天城堡高层公寓

### 体育

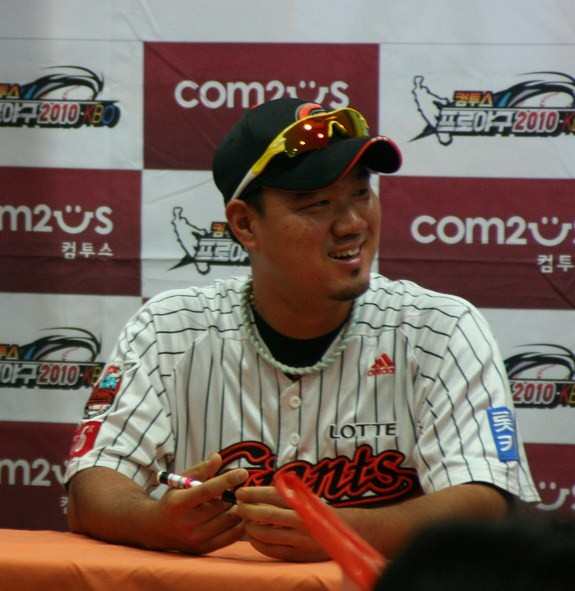
身穿乐天运动服的韩国樂天巨人棒球运动员宋勝準

乐天集团在韩国與日本各拥有一个职业棒球队
- 樂天巨人，韩国釜山
- 千叶罗德海洋，日本

### 研发中心
- 韩国研发中心：韩国首尔
- 日本研发中心：日本埼玉市

## 引用文獻
1. 1 2 3  .   [2013-08-20]. （原始内容存档于2013-05-12）.
2. 1 2 3  .   [2013-12-07]. （原始内容存档于2020-12-01）.
3. ↑  .   [2012-07-27]. （原始内容存档于2012-08-13）.
4. ↑  .   [2021-11-03]. （原始内容存档于2021-11-05）.
5. ↑  乐天历史 （页面存档备份，存于），乐天集团
6. ↑  李洋，南韓樂天集團 「繼承者們」紛爭不斷 形象下滑 （页面存档备份，存于）大紀元時報，2015年08月04日
7. ↑  沈载祐，韩国乐天集团：兄弟纷争，辛格浩会长离职 （页面存档备份，存于）韓國中央日報，2015-07-29
8. ↑  周辰陽，南韓檢方具狀 申請逮捕樂天集團會長 （页面存档备份，存于）聯合報，2016-09-26
9. ↑  樂天集團會長辛東彬3日回到韓國，似將表明“協助調查” （页面存档备份，存于）韓國東亞日報，2016-7-2

## 外部連結
- 日本樂天
- 韓國樂天 （页面存档备份，存于）
- 台灣樂天 （页面存档备份，存于）